# لی۳ (نرم‌افزار)
لی۳ (با نام قبلی لیتیوم) یک چارچوب نرم‌افزاری تحت وب است که برای تولید وب‌اپلیکیشن‌ها به کار می‌رود. لی۳ با زبان برنامه‌نویسی پی‌اچ‌پی نوشته شده‌است و از پی‌اچ‌پی نسخه ۵٫۳ به بعد را پشتیبانی می‌کند. این چهارچوب نرم‌افزاری تحت وب بر مبنای معماری مدل-نما-کنترل‌گر کار می‌کند.

## تاریخچه
در اکتبر ۲۰۰۹ مدیر پروژهٔ کیک پی‌اچ‌پی، گارت وودورث و همچنین توسعه‌دهنده آن نیت ابل از پروژه کناره گرفتند و بر روی پروژه لی۳ (لیتیوم سابق) تمرکز کردند.
در ژانویه ۲۰۱۴، پروژه لیتیوم به لی۳ تغییر نام داد.